# Lost Change
Lost Change è l'album di debutto di will.i.am, pubblicato nel 2001.

## Tracce
1. "Ev Rebahdee" feat. Planet Asia
2. "Lay Me Down" feat. Terry Dexter
3. "Possessiones"
4. "Tai Arrive"
5. "If You Didn't Know" feat. Mykill Miers
6. "Money" feat. The Horn Dogs, Huck Fynn & Oezlem
7. "Lost Change"
8. "I Am"
9. "Hooda Hella U" feat. Medusa
10. "Lost Change In E Minor"
11. "Yadda Yadda"
12. "Em A Double Dee" feat. Madd Dogg
13. "Control Tower"
14. "Lost Change in D Minor"